# Técnica Pomodoro

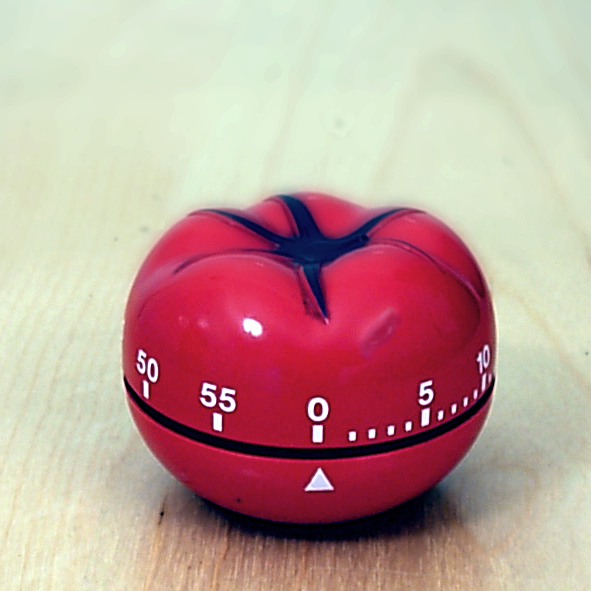
Un temporizador de cocina pomodoro

La técnica Pomodoro es un método para mejorar la administración del tiempo dedicado a una actividad, creado por Francesco Cirillo a finales de la década de 1980. Se basa en usar un temporizador para dividir el tiempo en intervalos fijos, llamados pomodoros, de 25 minutos de actividad, seguidos de 5 minutos de descanso, con pausas más largas de 15 a 30 minutos cada cuatro pomodoros.

## Mecánica básica
Para los efectos de la técnica, un pomodoro es un intervalo de tiempo de 25 minutos de trabajo. Durante el pomodoro, el foco se otorga a una sola actividad o tarea.  
Las etapas de proceso para realizar las actividades son planificación, procesamiento, registro, seguimiento  y visualización. En la fase de planificación  las tareas se priorizan registrándolas en una lista de “Para hacer hoy”, lo que permite a los usuarios estimar el esfuerzo que requerirán. A medida que se completan o procesan los pomodoros, se registran con una P en la lista "para hacer hoy". Cuando completa la tarea, le registra una check mark en la lista de "para hacer hoy". El usuario puede hacer un seguimiento de su progreso al  observar cuántos pomodoros le llevó completar cada tarea (contando las P al frente de cada tarea) y también puede hacer seguimiento a las tareas terminadas al revisar las check marks en la lista. Este seguimiento que el usuario puede hacer de su avance, incrementa la sensación de logro y le permite al usuario poder estimar cuanto se va a demorar en actividades futuras similares.
Las tareas que se van a pomodorizar pueden venir de una lista «para hacer hoy».  Los pasos que se siguen son:
1. Elegir la tarea o actividad a realizar.
2. Poner el temporizador 25 minutos.
3. Trabajar en la tarea de manera intensiva hasta que el temporizador suene (esto es un pomodoro).
4. Hacer una marca para anotar qué pomodoro se ha completado.
5. Tomar una pausa de 5 minutos.
6. Repetir intervalos de 25 minutos o menos, hasta completar 4 promodoros.
7. Cada cuatro pomodoros o serie, tomar una pausa más larga de 20 a 30 minutos.

Los tiempos de descanso entre los pomodoros son muy importantes. Un descanso de 5 minutos separa los pomodoros consecutivos. Cuatro pomodoros forman una serie. Hay un descanso más largo de 20 a 30 minutos entre series. Las pausas entre series son clave; la idea es realizar una actividad totalmente diferente y que el usuario disfrute; estas pausas ayudan al proceso de consolidación de la información en la memoria.
Si durante los 25 minutos que dura el pomodoro pierde la atención, debe reducir el tiempo de cada pomodoro, hasta que logre mantener la atención todo el tiempo. Una vez está cómodo con este intervalo de pomodoro, puede incrementarlos progresivamente hasta lograr los 25 minutos o más tiempo. Los tiempo de los pomodoros y los descansos entre pomodoros y series deben ajustarse para garantizar que el usuario no pierda la concentración durante los pomodoros.
Un objetivo esencial de la técnica es eliminar las interrupciones, tanto debido al usuario (internas) como a alguien más (externas). Esto se hace anotándolas rápidamente para atenderlas luego. Un pomodoro no se puede pausar ni dividir; si no es posible postergar la interrupción, el pomodoro se cancela para reiniciarlo luego.
Ante una posible interrupción, se para solo para anotar la actividad y, una vez terminado el pomodoro, realizar la actividad. Se debe registrar  la otra actividad y posponerla, utilizando la estrategia: informar – negociar – programar –realizar. Sí se decide no posponer la actividad, el pomodoro se interrumpe y luego se comienza la serie nuevamente. 

## Usos y beneficios
El método se basa en la idea de que las pausas regulares pueden mejorar la agilidad mental, y nos motiva a ofrecer una respuesta eficiente frente al tiempo, en lugar del estado de ansiedad que suele provocar el «devenir» del tiempo del que se habla en los escritos de Henri Bergson y Eugene Minkowski.
Además, prevenir la multitarea ayuda a alcanzar un estado de foco más elevado, que se hace sostenible gracias a las pausas regulares.
Esta técnica se relaciona con conceptos como timeboxing y desarrollo iterativo e incremental, usados en el desarrollo de software, en contextos de desarrollo ágil, principalmente. El método también se ha  adoptado en el contexto de pair programming (programación en pareja).[cita requerida]

## Herramientas
El autor de la técnica fomenta un enfoque de baja tecnología usando simplemente un reloj temporizador mecánico (como el utilizado en la cocina), papel y lápiz. En su visión, el acto de girar el dial del reloj confirma físicamente la determinación del usuario para comenzar y los sonidos del tic-tac o el timbre final tienen que ver con el comportamiento condicionado que se va desarrollando en su relación con el tiempo.
De todos modos, la técnica ha inspirado un gran número de aplicaciones de software, relojes y cronómetros para, prácticamente, todas las plataformas actuales (PC, Tableta, Móviles, Servidores) que soporten aplicaciones de productividad.
Con el tiempo han surgido algunas opiniones que sostienen que utilizar la técnica del pomodoro frecuentemente en un ambiente de trabajo podría desalentar el trabajo en equipo. Como respuesta a esos comentarios se gestó la idea de hacer «pomodoros de a pares», esto es: aplicar la técnica trabajando entre dos personas con un mismo objetivo. Las personas que adhieren a esta idea sostienen que trabajar de a dos disminuye aún más las interrupciones, mejora la calidad del trabajo final y aumenta la creatividad y satisfacción de los participantes de estos «pomodoros de a pares».
| Nombre          | Plataforma | Enlace                                             | Descripción |
| --------------- | ---------- | -------------------------------------------------- | --- |
| Increaser       | Web        | https://increaser.org/                             | Temporizador Pomodoro gratuito con una interfaz agradable. |
|                 | Youtube    | https://www.youtube.com/@arqavsuales               | Videos de temporizador Pomodoro sin música de fondo para concentrarse.                                                                                                   |
| Pomodoro Online | Web        | https://www.onlitools.com/es/tools/pomodoro-online | Temporizador de tareas, descansos cortos y largos. Puede cambiar el orden, mostrar notificaciones y sonidos del navegador, importar y exportar tareas y otras funciones. |
| KanbanFlow      | Web        | https://kanbanflow.com/                            | Tablero Kanban con temporizador Pomodoro. |

## Nombre
El nombre pomodoro (que significa tomate en italiano) viene por la forma de tomate del clásico reloj de cocina que usó el creador de la técnica, el italiano Francesco Cirillo, cuando era un estudiante universitario.
Ese tipo de reloj aparece también en el logo de la técnica.

## Recepción
La técnica Pomodoro ha sido popularizada a través de Internet, en especial por intermedio de blogs como Brainmoda, Lifehacker y The Unofficial Apple Weblog. Tiene una especial acogida en los ambientes de desarrollo ágil. La técnica se está adaptando rápidamente por colectivos artísticos y creativos.

## Más para leer
- Cirillo, F. (2018). The Pomodoro Technique. Editorial Penguin Random House